# Кексгольмский лейб-гвардии полк
Лейб-гвардии Кексгольмский Императора Австрийского полк, с 26.07.1914 — лейб-гвардии Кексгольмский полк — полк Российской Императорской гвардии
Старшинство — с 29 июня 1710 года
Полковой праздник — 29 июня

## Места дислокации
1771- Вейсенбург. Полк входил в состав Эстляндской дивизии.
С 1862 года — Варшава.

## История
- 1709—1710 годы — из гренадерских рот, отделённых от Санкт-Петербургского, Владимирского, Выборгского, Троицкого, Смоленского, Галицкого, Пермского, Азовского, Орлова и Чемесова пехотных полков, участвовавших в Полтавском сражении 1709 года сформирован гренадерский полк в составе 2-х батальонов[4].
- В 1711—1712 годах располагался в Петербурге и занимался возведением укреплений в Петропавловской крепости и на острове Котлин.
- С 26 марта 1713 года — 2-й гренадерский полк.
- Впервые вступил в бой со шведами в 1713 году у реки Пялькане в Северной войне 1700—21 годов. Посаженный на корабли, участвовал в Гангутском морском сражении 1714 года, в разведке боем под Стокгольмом (1719), овладении шведским городом Умео (1720).
- 2-й батальон полка вошёл в состав войск, принимавших участие в Персидском походе Петра I, и отличился при занятии Дербента (1722) и взятии Баку (1723).
- С 17 сентября 1724 года— Гренадерский Зыкова полк.
- 1 января 1725 — 2-й батальон, будучи в походе в Персии, отчислен на формирование Астрабадского, Ширванского, Бакинского и Дербентского пехотных полков.
- 10 мая 1725 года — 7 рот отчислены на формирование гренадерских рот в Санкт-петербургском, Выборгском, Владимирском, Троицком, Галицком, Смоленском и Архангелогородском пехотных полках. Оставшиеся переформированы в двухбатальонный полк, получивший название пехотный Зыкова.
- 1726 год — гренадерская рота отчислена на формирование фон Лукиева (Аджеруцкого) полка, взамен её сформирована новая.
- 16 февраля 1727 года— Переименован во 2-й Ярославский полк, в связи с предполагавшимся квартированием в Ярославле.
- 13 ноября 1727 года — было присвоено наименование Кексгольмский пехотный полк.
- В русско-турецкой войне 1735—39 штурмовал Перекоп и Бахчисарай, совместно с Измайловским полком отличился при штурме Очакова, в сражении при Ставучанах и взятии крепости Хотин.
- 30 марта 1756 года — гренадерская рота 3-го батальона отчислена на формирование 2-го гренадерского полка.
- Во время Семилетней войны 1756—63 годов принимал участие в осаде Мемеля и в сражениях при Гросс-Егерсдорфе, осаде Кюстрина, при Цорндорфе, при Гунсфельде и взятии Берлина.
- С 25 апреля 1762 года — Мушкетёрский генерал-майора фон Далке полк.
- С 5 июля 1762 года — Кексгольмский пехотный полк.
- В русско-турецкой войне 1768—1774 годов отряд полка был назначен в эскадру адмирала Г. А. Спиридова и участвовал в осаде крепостей Короны, Модоны и в знаменитом Чесменском морском бою 1770 года.
- Мужественно, с большим воинским мастерством личный состав полка сражался в русско-шведских войнах 1741—43, 1788—90, 1808—1809 годов.
- С 2 октября 1798 года — Мушкетёрский генерал-майора Сукова полк.
- С 4 декабря 1800 года — Мушкетёрский генерал-майора Вердеревского полк.
- С 31 марта 1801 года — Кексгольмский мушкетёрский полк.
- 16 мая 1803 года — отчислены 2 роты на формирование Петровского мушкетёрского полка, вместо них сформированы новые.
- 16 августа 1806 года — отчислены 3 роты на формирование Либавского мушкетёрского полка и 3 роты — в Перновский гренадерский полк. Вместо них сформированы новые.
- С 22 февраля 1811 года — Кексгольмский пехотный полк.
- 7 ноября — 12 декабря 1811 года — выделено 2 штаб-офицера, 6 обер-офицеров и 214 нижних чинов на формирование лейб-гвардии Литовского полка.
- Исключительную храбрость кексгольмцы проявили в Отечественной войне 1812 года. Действуя в составе 1-й русской армии, они прикрывали её отступление, ведя упорные арьергардные бои с превосходящими силами противника.
- В Бородинском сражении два батальона полка геройски отбивали атаки французской кавалерии на батарею Н. Н. Раевского. Доблестно действовали воины полка в сражениях при Тарутине, под Малоярославцем и под Вязьмой.
- В 1813 году полк сражался под Дрезденом, под Кульмом и под Лейпцигом, а его 2-й батальон, находившийся в составе корпуса П. X. Витгенштейна, участвовал во взятии Берлина. В 1814 году после ряда успешных боёв вступил в Париж.
- 13 апреля 1813 года — «В память знаменитых военных подвигов» во время Отечественной войны 1812 года назван Кексгольмским гренадерским полком.
- С 7 октября 1814 года — Гренадерский Его Величества Императора Австрийского полк.
- 22 августа 1831 года — полк причислен к составу Отдельного гвардейского корпуса.
- С 28 февраля 1835 года — Гренадерский Императора Франца I полк.
- 25 января 1842 года — Образован 4-й запасный батальон в кадровом составе из бессрочноотпускных.
- 28 декабря 1848 года — Гренадерский Императора Австрийского полк.
- 10 марта 1854 года — 4-й запасный батальон назван 4-м действующим, сформирован 5-й запасный батальон.
- 20 августа 1854 года — 5-й запасный батальон переименован в резервный, сформирован 6-й запасный батальон.
- 17 сентября 1854 года— 4—6-й батальоны отчислены в состав сформированного Кексгольмского гренадерского императора австрийского резервного полка.
- 9 февраля 1856 года — из лучших стрелков полка сформированы стрелковые роты, по одной для каждого батальона.
- 6 августа 1856 года — переформирован в 3 батальона трёхротного состава.
- С 19 марта 1857 года — Кексгольмский гренадерский Императора Австрийского полк.

- 19 августа 1857 года — 3-й батальон переименован в резервный и на мирное время распущен.
- 30 апреля 1863 года — сформирован 3-й действующий батальон.
- 6 февраля 1875 года — из стрелковых рот сформирован 4-й батальон.
- 7 августа 1877 года — в связи с мобилизацией сформирован запасный батальон.
- В русско-турецкой войне 1877—78 годов участвовал во взятии Телиша, в сражении под Плевной, в боях под Ташкисеном, Петричевом, Филипполем (Пловдив).
- За боевые отличия полк был награждён 2 серебряными трубами с надписью «1760 г. 28 сент., в знак взятия Берлина…», георгиевским знаменем с надписью «За отличие в турецкую войну 1877 и 1878 гг. и в особенности 4 янв. 1878 г.» и др. знаками отличия.
- 6 декабря 1894 года за боевые заслуги полку были пожалованы права Старой гвардии и к его наименованию присоединён титул «лейб-гвардии». Полку повелено именоваться Лейб-гвардии Кексгольмским Императора Австрийского полком, с правами и преимуществами Старой гвардии.
- 26 июля 1914 года Высочайшим приказом повелено именоваться лейб-гвардии Кексгольмским полком.
- В период 1-й мировой войны полк в составе 3-й гвардейской дивизии принимал участие в боевых действиях на Северном, Северо-Западном и Юго-Западном фронтах.
- В начале июля 1915 г. полк выдержал ожесточенные бои у Заборце в ходе Грубешовского сражения[5]. Сражался на Стоходе в июле 1916 г.[6]
- В ноябре 1917 года в полку был образован военно-революционный комитет, возглавивший его переход на сторону большевиков.
- 3 апреля 1918 года расформирован приказом №139 Московского областного комиссариата.

В Белой армии
- Летом 1919 года — имел 2 роты в 1-м батальоне 2-го Сводно-гвардейского полка.
- 12 октября 1919 года — сформирован батальон в Сводном полку 3-й гвардейской пехотной дивизии (две роты действовали отдельно).
- Август 1920 года — в Русской армии составлял роту в 3-м батальоне Сводного гвардейского пехотного полка.

Из полка в белых армиях всего воевало 77 офицеров, в том числе 67  — на Юге России, 6  — в армии адмирала Колчака, по 2 на Севере и Северо-Западе. Полковое объединение в эмиграции — «Общество офицеров л.-гв. Кексгольмского полка» (Сараево, Югославия; входило в состав IV отдела РОВС). В 1925 году в объединении состояло 47 офицеров. На 1951 году насчитывало 22 чел. Издавало журнал «Кексгольмская быль» (вышло 2 номера).

## Шефыполка
- 25.04.1762 — 05.07.1762 — генерал-майор фон Далке, Георгий
- 12.11.1796 — 20.08.1798 — генерал-поручик (с 24.11.1796 генерал-лейтенант) граф Буксгевден, Фёдор Фёдорович
- 20.08.1798 — 04.12.1800 — генерал-майор Суков, Михаил Фёдорович
- 04.12.1800 — 20.08.1807 — генерал-майор Вердеревский, Николай Иванович
- 12.12.1807 — 26.11.1810 — генерал-майор Вельяминов, Иван Александрович
- 12.12.1810 — 10.11.1811 — флигель-адъютант полковник Удом, Иван Фёдорович
- 10.11.1811 — 01.09.1814 — полковник (с 15.11.1813 генерал-майор) Емельянов, Николай Филиппович
- 07.10.1814 — 08.02.1835 — император австрийский Франц I
- 28.12.1848 — 01.08.1914 — император австрийский Франц Иосиф I

## Командиры полка
(Командующий в дореволюционной терминологии означал временно исполняющего обязанности начальника или командира. С 1820-х годов должности командира полка, причисленного к гвардии, соответствовал чин генерал-майора, и при назначении на эту должность полковников они оставались командующими до момента своего производства в генерал-майоры).
- хх.09.1710 — 24.09.1713 — подполковник Лукошкин, Ерофей
- 24.09.1713 — 25.05.1717 — полковник Бильс, Денис Яковлевич
- 23.05.1717 — 07.03.1722 — полковник князь Барятинский, Иван Фёдорович
- 07.03.1722 — 15.01.1737 — полковник Зыков, Александр Кондратьевич[8]
- 15.01.1737 — 23.10.1740 — полковник Лопухин, Василий Абрамович
- 23.10.1740 — 09.03.1742 — подполковник Пестов, Алексей Львович
- 09.11.1742 — 16.03.1743 — премьер-майор Кочетов, Дмитрий Семёнович
- 16.03.1743 — 25.04.1752 — полковник Коррет, Гедеон Корнилович
- 25.04.1752 — 11.01.1757 — полковник Макшеев, Максим
- 11.01.1757 — 01.01.1759 — полковник Лебель, Вильгельм Фёдорович
- 01.01.1759 — 03.06.1763 — полковник Ренненкампф, Иоганн
- 03.06.1763 — 17.03.1771 — полковник фон Цеймерн, Карл Эрнст
  - 18.09.1772 — 05.02.1773 — премьер-майор Беринг, Антон
- хх.хх.1771 — 06.11.1777 — полковник (с 22.09.1775 бригадир, с 28.06.1777 генерал-майор) Рогачёв, Иван Степанович
- 06.11.1777 — 22.09.1779 — подполковник фон Раутенфельдт, Иоганн
- 22.09.1779 — 01.04.1783 — полковник (с 28.06.1782 бригадир) барон фон Врангель, Андрей Иванович
- 01.04.1783 — 05.02.1790 — флигель-адъютант полковник (с 21.04.1789 бригадир) Буксгевден, Фёдор Фёдорович
- 05.02.1790 — 29.09.1792 — бригадир Текутьев, Николай Григорьевич
- 29.09.1792 — 09.02.1794 — полковник граф фон Броун-Камус, Иван (Георг) Юрьевич
- 09.02.1794 — 09.12.1796 — полковник Мартьянов, Фома Фёдорович
- Кексгольмский гренадерский полк. 1888-1889 гг.09.12.1796 — 30.12.1797 — полковник князь Долгоруков, Сергей Николаевич
- 30.12.1797 — 25.05.1798 — полковник Массе, Александр Осипович
- 10.07.1798 — 01.10.1799 — подполковник (с 17.07.1799 полковник) Мартьянов, Фёдор Лукич
- 22.12.1799 — 06.07.1803 — полковник князь Долгоруков, Алексей Алексеевич
- 21.07.1803 — 28.09.1803 — полковник Неелов, Иван Васильевич
- 12.10.1803 — 24.08.1806 — полковник Чоглоков, Павел Николаевич
- 24.09.1806 — 09.12.1807 — полковник Ладыженский, Николай Фёдорович
- 13.01.1808 — 26.11.1810 — подполковник (с 18.03.1810 полковник) Княжнин, Александр Яковлевич
- 17.01.1811 — 29.03.1825 — майор (с 07.11.1811 подполковник, с 01.01.1814 полковник, с 17.01.1820 генерал-майор) Стессель, Иван Матвеевич
- 29.03.1825 — 13.01.1836[~ 1] —  подполковник (с 17.07.1825 полковник, с 18.10.1831 генерал-майор) Полтинин, Тимофей Петрович
  - Уникальная фотография Лейб-гвардии Кексгольмского полка. На снимке изображено свыше 1000 человек, выстроившихся в 25 рядов по 50 человек в каждом. Размер оригинала составляет 110 х 60 см. Фотоаппарат и объектив, созданные Дж. Р. Лоуренсом и американской железнодорожной компанией Chicago & Alton Railway, составляли суммарно 2,4 метра в длину и 1,4 метра в ширину[9]. 
Снято в 1910 году, автор неизвестен. Из архива Союза фотохудожников России.28.01.1835 — 06.12.1835 — командующий полковник (с 03.03.1835 генерал-майор) фон Моллер Фёдор Фёдорович
- 06.12.1835 — 06.03.1839 — генерал-майор Вяткин, Александр Сергеевич
- 06.03.1839 — 27.02.1842 — генерал-майор Голоушев, Александр Фёдорович
- 27.02.1842 — 11.12.1844 — генерал-майор фон Рейтерн, Магнус Магнусович
- 11.12.1844 — 06.01.1848 — генерал-майор Розе, Константин Максимович
- 06.01.1848 — 29.12.1849 — генерал-майор Лагода, Иван Иванович
- 29.12.1849 — 22.07.1858 — генерал-майор Житков, Михаил Андреевич
- 22.07.1858 — 09.11.1859 — полковник (с 08.09.1859 генерал-майор) барон Криденер, Николай Павлович
- 09.11.1859 — 12.11.1860 — полковник (с 29.06.1860 генерал-майор) Ден, Андрей Ефимович
- 12.11.1860 — 26.08.1863 — полковник (с 30.08.1861 генерал-майор) Ралль, Василий Фёдорович
- 26.08.1863 — 19.07.1864 — полковник (с 19.04.1864 генерал-майор) Каталей, Василий Васильевич
- 19.07.1864 — 25.01.1868 — полковник (с 04.04.1865 генерал-майор) Дохтуров, Сергей Иванович
- 25.01.1868 — 23.10.1870 — полковник (с 17.04.1870 генерал-майор) Герстфельт, Филипп Эдуардович
- 23.10.1870 — 10.03.1877 — флигель-адъютант полковник (с 16.04.1872 генерал-майор) фон Бремзен, Александр Густавович[пол.]
- 10.03.1877 — 18.02.1878 — полковник (с 15.06.1877 генерал-майор) Витторф, Владимир Павлович
- 18.02.1878 — 25.11.1884 — полковник (с 17.04.1879 генерал-майор) Панютин, Всеволод Фёдорович
- 27.11.1884 — 13.07.1885 — генерал-майор Шульгин, Александр Николаевич
- 11.08.1885 — 04.02.1891 — полковник (с 30.08.1885 генерал-майор) Гребенщиков, Яков Александрович
- 04.02.1891 — 12.10.1895 — полковник (с 30.08.1891 генерал-майор) Резвый, Дмитрий Модестович
- 12.10.1895 — 01.02.1900 — генерал-майор князь Аргутинский-Долгоруков, Давид Луарсабович
- 01.02.1900 — 09.06.1903 — генерал-майор Нарбут, Василий Александрович
- 09.06.1903 — 10.01.1905 — генерал-майор Гедлунд, Виктор Александрович
- 24.02.1905 — 04.03.1909 — генерал-майор Ресин, Александр Алексеевич
- 27.03.1909 — 20.09.1914 — генерал-майор Малиновский, Александр Михайлович
- 20.09.1914 — 03.07.1915 — генерал-майор Адамович, Борис Викторович
- 26.07.1915 — 05.05.1916 — полковник (с 11.08.1915 генерал-майор) Кузнецов, Сергей Алексеевич
- 17.05.1916 — 07.09.1917 — полковник (с 06.12.1916 генерал-майор) барон фон Штакельберг, Николай Иванович
- 23.09.1917 — 07.11.1917 — командующий полковник Верцинский, Владимир Александрович
- 13.11.1917 — 13.12.1917 — командующий полковник Фёдоров, Алексей Алексеевич

## Дочь полка
Во время русско-турецкой войны 1877—1878 годов солдатами полка была найдена и удочерена осиротевшая девочка-турчанка. Имя её было ― Айше. В дальнейшем она была крещена в православие с именем Мария, и официально объявлена дочерью полка.

## Известные люди, служившие в полку
- Адамович, Борис Викторович — генерал-лейтенант.
- Багратуни, Яков Герасимович — генерал-майор.
- Витковский Владимир Константинович — генерал-лейтенант.
- Говоров, Яков Иванович — военный врач, доктор медицины[11].
- Горемыкин, Александр Дмитриевич — генерал от инфантерии, член Государственного Совета.
- Громбчевский, Бронислав Людвигович — генерал-лейтенант, разведчик и путешественник.
- Краснощек, Фома Семёнович — интендант, генерал-майор (см. Краснощек В.В.).
- Лермонтов, Юрий Петрович — отец М. Ю. Лермонтова
- Редзько Константин Владимирович Тамбовский губернский военный руководитель (1918—1922), начальник Тамбовской губернской милиции (1923—1924).
- Родофиникин, Константин Константинович — дипломат, член Государственного совета.
- Самарин, Василий Максимович (1792—1871) — генерал, участник Крымской войны.
- Селиванов, Алексей Алексеевич (1847-1919) — общественный деятель и политик, член III Государственной думы от Рязанской губернии, действительный статский советник.
- Слижиков, Аркадий Павлович (1882—1940) — русский военный деятель, полковник РИА, генерал-майор Белой армии.
- Солоневич, Иван Лукьянович — публицист, писатель.
- Толкушкин, Пётр Иванович — генерал-лейтенант, участник Крымской войны.
- Штакельберг, Николай Иванович — генерал-майор.

## Знаки различия
| Описание | Знаки различия на 1861 год | Знаки различия на 1861 год | Знаки различия на 1861 год | Знаки различия на 1861 год | Знаки различия на 1861 год | Знаки различия на 1861 год | Знаки различия на 1861 год | Знаки различия на 1861 год |
| -------- | -------------------------- | -------------------------- | -------------------------- | -------------------------- | -------------------------- | -------------------------- | -------------------------- | -------------------------- |
| Погоны   |                            |                            |                            |                            |                            |                            |                            |                            |
| Звание   | Полковник                  | Подполковник               | Майор                      | Капитан                    | Штабс-капитан              | Поручик                    | Подпоручик                 | Прапорщик                  |
| Группа   | Штаб-офицеры               | Штаб-офицеры               | Штаб-офицеры               | Обер-офицеры               | Обер-офицеры               | Обер-офицеры               | Обер-офицеры               | Обер-офицеры               |

| Описание        | Знаки различия на 1861 год | Знаки различия на 1861 год | Знаки различия на 1861 год | Знаки различия на 1861 год | Знаки различия на 1861 год |
| --------------- | -------------------------- | -------------------------- | -------------------------- | -------------------------- | -------------------------- |
| Погоны          |                            |                            |                            |                            |                            |
| Воинское звание | Фельдфебель                | Старший унтер-офицер       | Младший унтер-офицер       | Ефрейтор                   | Гренадер                   |
| Группа          | Унтер-офицеры              | Унтер-офицеры              | Унтер-офицеры              | Рядовые                    | Рядовые                    |

## Комментарии
1. ↑  С 28.01.1835 уволен в отпуск до излечения болезни. Высочайшим приказом от 13.01.1836 исключен из списков умершим.